# Socialna identiteta na delovnem mestu
Socialna identiteta na delovnem mestu se nanaša na aplikacije teorije socialne identitete na področje dela in organizacije. Raziskovalci so na področju organizacije in dela začeli upeljevati ideje teorije socialne identitete po pomembnejših publikacijah Ashfortha in Maela (1989). Teme, ki so se navezovale na to področje so recimo to, pod katerimi pogoji so se posamezniki pripravljeni izpostavljati v imenu skupine ali organizacije, kdaj bi različne delovne skupine tekmovale ena z drugo in kdaj sodelovale ter kaj pripravi ljudi do tega, da zapustijo organizacijo in kako lahko to preprečimo in pa zakaj ljudje na delovnem mestu svojo identiteto prikrivajo ali razkrivajo .

## Menedžment socialne identitete
Menedžment socialne identitete se nanaša na poskuse prikrivanja socialne  identitete na delovnem mestu ali pa ravno nasprotno na poskuse manifestacije socialne identitete na delovnem mestu. V zvezi s tem so bile izvedene mnoge raziskave. Podatki kažejo, da delovna sila sestoji iz posameznikov zelo različnih socialno identitetnih skupin, vključujoč etične/rasne manjšine, ženske, homoseksualci, verske skupine, osebe s posebnimi potrebami in starejši ljudje. Takšna raznolikost je lahko problematična, še posebej za stigmatizirane skupine in lahko prinaša negativne izkušnje. Pripadniki tovrstnih skupin se zato poslužujejo menedžmenta socialnih identitet prav z namenom zmanjšati to negativno izkušnjo .

### Menedžment socialne identitete pri delodajalcih
Ali se bo delodajalec odločil za prikrivanje ali razkrivanje lastne socialne identitete je odvisno od tega kako delodajalec dojema diskriminacijo. Delodajalci, ki zaznavajo diskriminacijo in se bojijo biti diskriminirani, bolj verjetno zakrivajo svojo socialno identiteto. Na primer Ellison in drugi (2003) so v svoji raziskavi ugotovili, da delodajalci s primankljaji svoje prave identitete niso razkrili, saj so bili prepričani, da bi bili diskriminirani s strani sodelavcev . 
Nekatere raziskave pa so pokazale nasprotno, in sicer, da lahko te strategije managementa socialnih identitet vodijo v diskriminacijo. Na primer Kaiser in Pratt-Hyatt sta pokazala da lahko skupinski management identitet  vodi v dikriminacijo. Goldman, Gutek,Stein in Lewis (2009) so ugotovili, da zaznana diskriminacija na delovnem mestu zahteva dva socialna elementa, ki predhodita zaznani diskriminaciji. To sta a) biti član skupine in b) primerjati tretiranje te skupine s tem kako so obravnavane druge skupine. Tako identifikacija s skupino igra pomembno vlogo v zaznavanju pojavitve diskriminacije na delovnem mestu .

### Menedžment socialne identitete pri delavcih
Hebl, King in Madera (2012)  so v svoji raziskavi ugotovili, da se prikrivanje socialne identitete pozitivno povezuje z zaznano diskriminacijo. Iz tega lahko predvidevamo, da ima izražanje lastne socialne identitete na delovnem mestu lahko pozitivne učinke. In sicer do tega pride zato, ker smo ljudje nagnjeni k temu, da smo bolj previdni kaj govorimo v interakciji s člani drugih skupin kot pa s člani svoje skupine. 
Ugorovili so tudi, da se prikrivanje socialne identitete negativno povezuje z zadovoljstvom z delom in namen zapustitve dela. Torej osebe, ki svoje prave identitete na delovnem mestu ne razkrijejo, so v splošnem manj zadovoljne z delom, saj zaznajo več diskriminacije. Posledično pa so tudi bolj pripravljene zapustiti podjetje. 
Razkrivanje socialne identitete na delovnem mestu pa je lahko problematično zato, ker ko posamezniki manifestirajo socialno identiteto na delovnem mestu, postanejo sodelavci bolj občutljivi in pozorni na njihovo vedenje in to kako so obravnavani posamezniki te skupine. Posamezniki so bolj previdni v interakciji s člani drugih skupin kot pa v interakciji s člani svoje skupine.
1. 1 2 3 4 5   Hebl, M. R., King, E. B. in Mandera, J. M. (2012). Bringing Social Identity to Work: The Influence of Manifestation and Suppression on Perceived Discrimination, Job Satisfaction, and Turnover Intentions. Cultural Diversity and Ethnic Minority Psychology. 18 (2). 165–17.